# Jérôme Le Royer de La Dauversière
Vous lisez un « bon article » labellisé en 2016.
Pour les articles homonymes, voir Le Royer.
Jérôme Le Royer de La Dauversière, né à La Flèche (en Anjou) le 18 mars 1597 et mort le 6 novembre 1659 dans la même ville, est un vénérable de l'Église catholique. Il est le fondateur de la congrégation des Religieuses Hospitalières de Saint-Joseph de La Flèche et l'instigateur de la fondation de Ville-Marie, la future Montréal, au Canada.
Élève du collège royal de La Flèche, il succède à son père dans les charges des receveurs des tailles et de contrôleur du grenier à sel de La Flèche. Multipliant les engagements, il exerce la fonction de syndic des récollets de la ville et intègre le Tiers-Ordre franciscain puis la compagnie du Saint-Sacrement. Dès 1630, il se dit touché par des grâces mystiques qui lui demandent de consacrer sa vie aux pauvres et à Dieu, ce qui le pousse à fonder les Religieuses Hospitalières de Saint-Joseph de La Flèche, une communauté séculière chargée du nouvel Hôtel-Dieu de la ville et dont la première supérieure est Marie de La Ferre.
Toujours suivant une intuition mystique, il entreprend de fonder une colonie sur l'île de Montréal, dont il fait l'acquisition en 1640. Soutenu par Pierre Chevrier et par plusieurs personnalités du renouveau catholique français du XVIIe siècle comme Jean-Jacques Olier, il crée la Société Notre-Dame de Montréal qui a pour but de réaliser ce projet. En 1641, l'expédition menée par Paul Chomedey de Maisonneuve et Jeanne Mance embarque à La Rochelle et fonde Ville-Marie le 17 mai 1642. Demeuré en France, Jérôme Le Royer prend en charge la gestion financière de l'entreprise et s'occupe du recrutement des différents colons qui partent pour la Nouvelle-France chaque année, principalement de la région de La Flèche.
Parallèlement, il encourage l'expansion des sœurs hospitalières de Saint-Joseph en créant de nouveaux établissements à Laval et à Moulins, tout en soutenant la création de l'Hôtel-Dieu de Baugé. Dans une situation financière critique et atteint d'une maladie incurable, il meurt à la fin de l'année 1659.

## Biographie

### Une éducation humaniste et religieuse
Jérôme Le Royer naît le 18 mars 1597 à La Flèche, dans l'ancienne province d'Anjou. Sa famille, originaire de Bretagne, n'est pas noble mais vit notablement et fait partie de la bourgeoisie en phase d'ascension sociale. Son père Jérôme Le Royer et sa mère Renée Oudin ont trois enfants : outre Jérôme, l'aîné de la fratrie, naissent un autre garçon, René, ainsi qu'une petite fille prénommée Marguerite, qui meurt sans doute très jeune. Peu après la naissance de Jérôme la famille s'installe à Tours, où son père travaille pour la recette des impôts des chanoines de Saint-Martin, puis revient en 1604 à La Flèche, où Jérôme Le Royer père obtient les charges de receveur des deniers d'octroi et de receveur des tailles, tout en officiant comme contrôleur du grenier à sel.

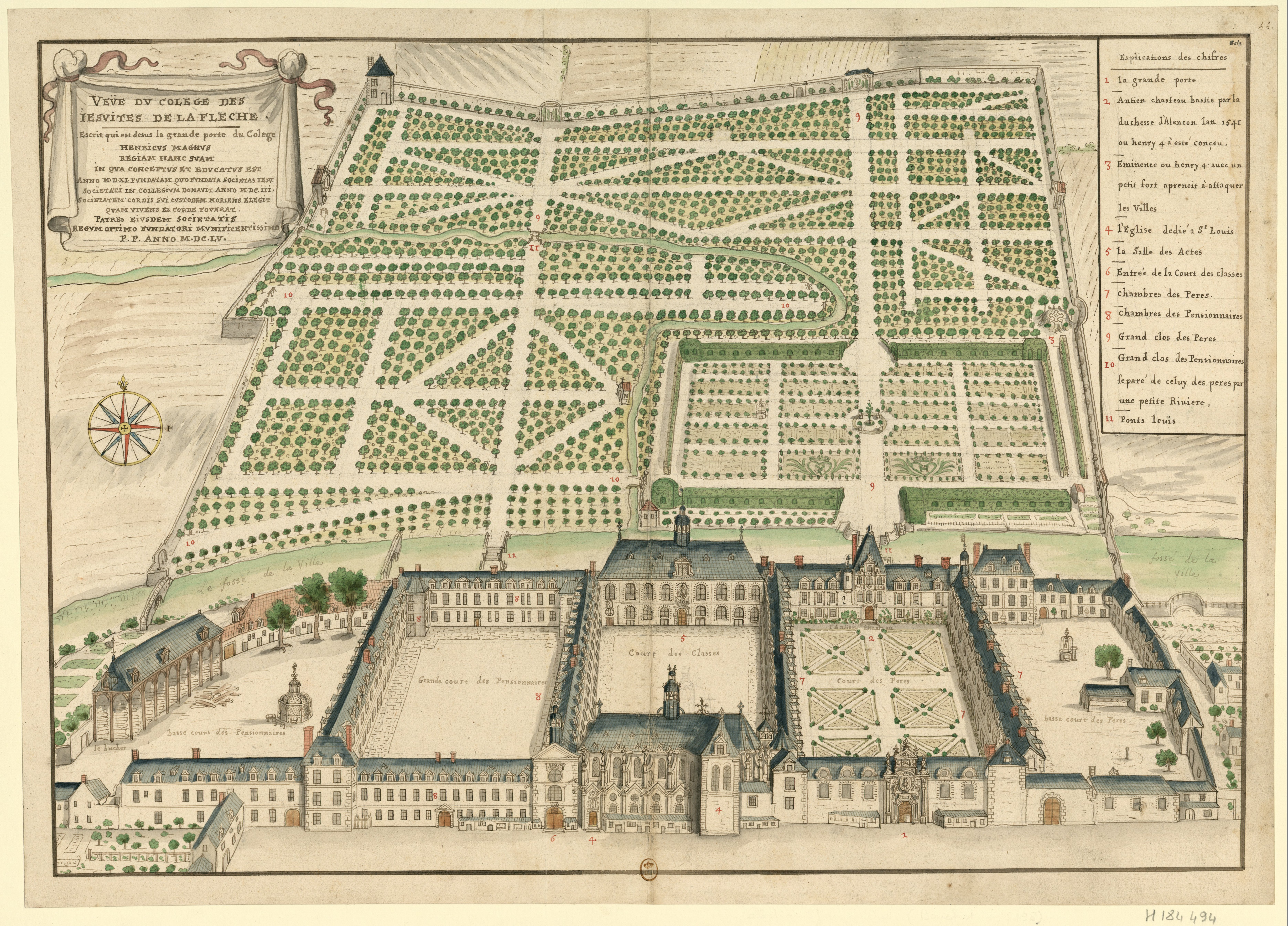
Jérôme Le Royer fréquente le Collège royal de La Flèche.

Jérome reçoit une éducation très pieuse et dès son plus jeune âge, ses parents lui inculquent un profond attachement à la Sainte Vierge. En 1607, il est admis au Collège royal de La Flèche, fondé par Henri IV et tenu par les jésuites, où il suit le cycle complet des études. Au cours de sa formation, il intègre la congrégation de l'Immaculée Conception, puis celle de la Purification de Notre-Dame, deux des quatre congrégations mariales que compte le Collège. Ces congrégations qui rassemblent des laïcs constituent des lieux d'éducation et demandent aux confrères non seulement une vie de piété mais également un engagement envers les pauvres. Les rencontres de chrétiens au sein de ces communautés renforcent l'éducation spirituelle de Jérôme Le Royer.
Au Collège, c'est au contact du père missionnaire Énemond Massé, nommé à La Flèche en 1614 après un séjour en Nouvelle-France de 1611 à 1613, que Jérôme Le Royer s'intéresse pour la première fois aux affaires de la colonie. Il fréquente le Collège jusqu'en 1617, puis à sa sortie, son père l'initie au métier de receveur des impôts royaux jusqu'à son décès en 1618. En tant que fils aîné, Jérôme reçoit alors les charges de son père et lui succède, comme le veut l'usage. C'est à ce moment qu'il ajoute à son nom « La Dauversière », un nom qu'il tire de la terre que son grand-père a acquise en 1595 dans la Sarthe, à Bousse, à une douzaine de kilomètres de La Flèche,. Son frère se fait quant à lui appeler René Le Royer de Boistaillé, du nom d'un petit château de famille qui lui revient.

### Un chrétien engagé
En 1621, Jérôme Le Royer épouse Jeanne de Baugé, qui appartient à une vieille famille du Mans. Ensemble, ils ont cinq enfants : Jérôme, Ignace, Jeanne, Marie et Joseph. Quatre d'entre eux entreront dans les ordres,. Il est nommé échevin de la cité quelques années plus tard. En plus de ses responsabilités administratives et congréganistes au sein de la Purification de Notre-Dame, Jérôme Le Royer s'engage au service du couvent des récollets de La Flèche, installés dans cette ville depuis 1604. Il joue le rôle de syndic auprès de cette communauté franciscaine qui mène une vie pauvre et ne souhaite pas manier l'argent, ce qui l'amène à gérer les dons reçus par les récollets mais également leurs dépenses. En acceptant cette charge, il intègre le Tiers-Ordre franciscain et choisit comme directeur spirituel le père Étienne, qu'il garde jusqu'à sa mort. Cette démarche marque un changement dans la spiritualité de Jérôme Le Royer et une certaine distance à l'égard des jésuites, pour adopter une ligne franciscaine. Il s'attache alors à la figure de François d'Assise et comme lui veut vivre la pauvreté et le dépouillement. Parallèlement, Jérôme Le Royer s'engage toujours plus dans la vie fléchoise, en devenant administrateur de la vieille aumônerie qui servait d'hôpital de la ville, en 1632.

### Expériences mystiques et premières réalisations

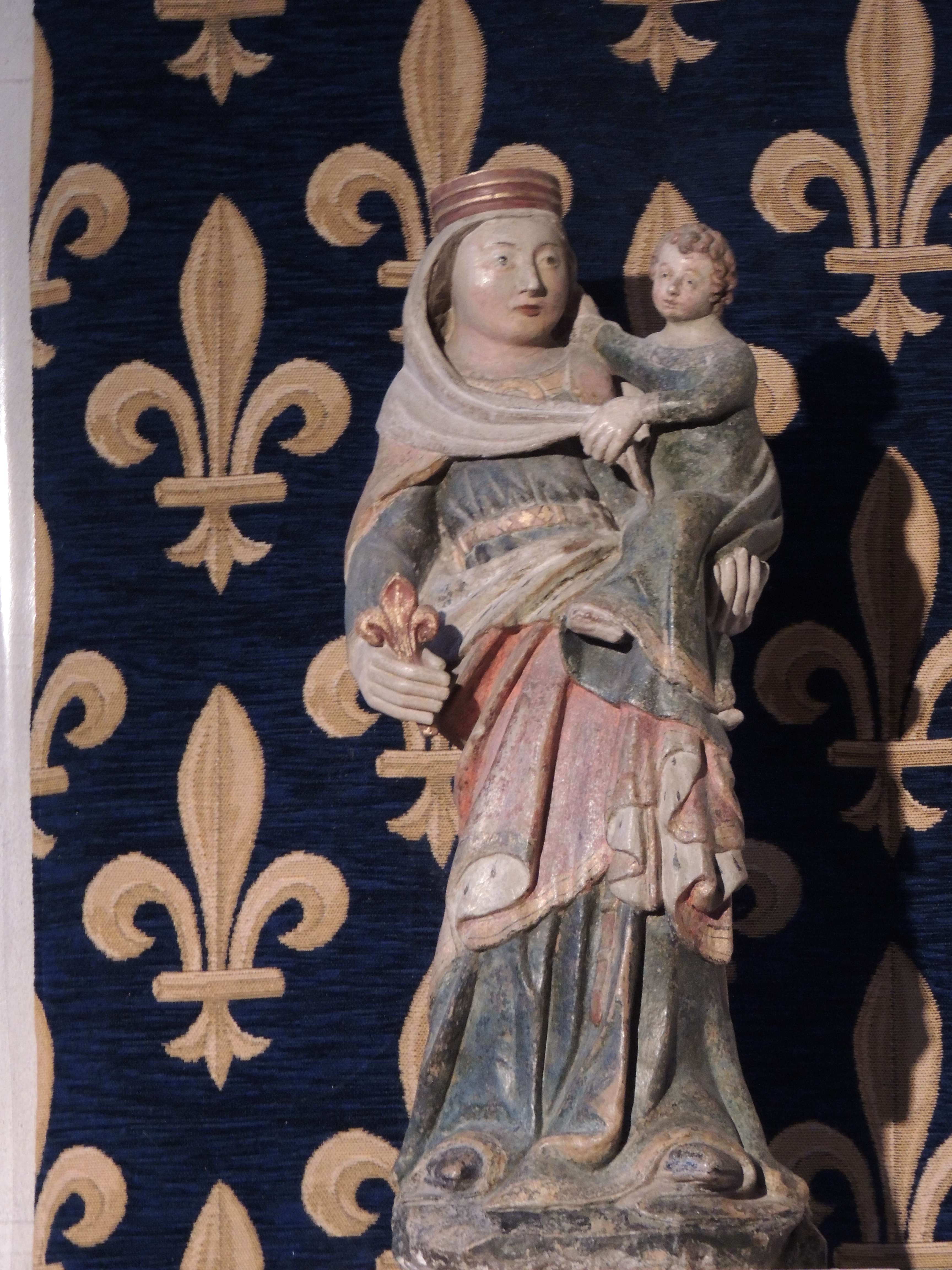
C'est devant la statue de Notre-Dame-du-Chef-du-Pont que Jérôme Le Royer dit recevoir sa première grâce mystique.

Le 2 février 1630, lors de la fête de la Purification, Jérôme Le Royer prie avec sa famille devant la statue de Notre-Dame-du-Chef-du-Pont, dans l'ancienne chapelle du château des Carmes. Après la messe, il dit avoir reçu un message mystique et se sent appelé à fonder une congrégation religieuse hospitalière au service des pauvres et des malades à La Flèche,. Alors qu'il ne donne pas suite à ce projet dans un premier temps, il tombe gravement malade à l'automne 1632, ce qui l'empêche d'exercer ses différentes fonctions. La maladie et la guérison qui s'ensuit marquent un tournant. Dès 1633, il dit faire l'expérience de nouvelles grâces mystiques et confie ses visions à son directeur spirituel, le père Étienne. Celui-ci souhaite les soumettre à un homme expérimenté et envoie Jérôme Le Royer vers le recteur du collège de La Flèche, le père Chauveau, qui se montre très réservé et lui conseille de se consacrer à son devoir d'État,.
En 1635, à l'occasion d'un voyage à Paris, Jérôme Le Royer se rend dans la cathédrale Notre-Dame de Paris où il dit recevoir de nouvelles grâces. Il promet alors de devenir un serviteur fidèle de la Vierge Marie. Le père Chauveau l'envoie consulter une autre éminence jésuite à Meudon, le père Bernier. Dès lors, il devient un appui pour Jérôme Le Royer dans ses entreprises. La même année, ce dernier intègre la Compagnie du Saint-Sacrement, une société secrète fondée par Henri de Lévis, duc de Ventadour, et qui rassemble des notables, parmi lesquels des nobles, des bourgeois et des membres du haut-clergé. Son œuvre s'inscrit dans la Réforme catholique et vise à mettre en relation les personnalités les plus engagées dans ce renouveau religieux, pour accomplir plus facilement les œuvres de charité et d'évangélisation. Cette adhésion montre que Jérôme est considéré comme un des cadres du renouveau religieux français, mais elle le met également en rapport avec des personnes qui pourront l'aider dans la réalisation de ses projets.
En 1636, il crée la confrérie de la Sainte-Famille à La Flèche et en établit le siège dans la chapelle Saint-Joseph de l'hôpital de La Flèche. Approuvée par l'évêque d'Angers Claude de Rueil, elle admet tous les membres des familles qui veulent en faire partie pour prier ensemble et s'encourager à vivre sur le modèle de la Sainte Famille.

### La fondation des hospitalières de Saint-Joseph
À La Flèche comme dans de nombreuses villes de France, l'Hôtel-Dieu est en mauvais état au début des années 1630 et ne permet pas de répondre aux besoins des malades. Il se compose alors d'une salle commune, d'une chambre avec deux lits, d'une petite chapelle dédiée à Sainte Marguerite et d'une petite maison pour l'aumônier. La rénovation de cet hôpital devient un enjeu majeur pour la municipalité qui nomme des administrateurs chargés de la gestion de l'établissement parmi lesquels plusieurs membres de la famille de Jérôme Le Royer. Celui-ci s'engage à son tour et prend en charge sur ses deniers personnels la reconstruction des bâtiments dès 1634, en premier lieu celle de la chapelle qui est alors dédiée à Saint Joseph.
Parallèlement, il fait deux rencontres déterminantes. La première est celle de Pierre Chevrier, baron de Fancamp, qui loge chez Jérôme Le Royer pendant ses études au collège de La Flèche et se montre touché par la foi de son hôte. Il se met sous sa conduite spirituelle et continue à séjourner régulièrement chez lui à la fin de ses études. Pierre Chevrier fait le don de 1 000 livres tournois pour rebâtir l'Hôtel-Dieu. Jérôme Le Royer rencontre également Marie de La Ferre, probablement dans le salon d'une riche veuve fléchoise, Madame Bidault de La Barre. Recueillie par une tante après la mort de sa mère, Marie de La Ferre, bien que bénéficiant d'une fortune personnelle notoire, choisit de mener une vie de pauvreté et de prières, ce qui la pousse à refuser le mariage. Comme Jérôme Le Royer, elle souhaite se consacrer à la fondation d'une communauté hospitalière.
La congrégation des Hospitalières de Saint-Joseph naît alors. Marie de La Ferre, qui en devient la première supérieure, et son amie Anne Foureau commencent à servir au sein de l'Hôtel-Dieu, en compagnie des trois femmes qui y officiaient déjà. Elles débutent la vie commune le 18 mai 1636, le jour de la fête de la Sainte Trinité, mais n'ont encore aucun statut religieux officiel. Jérôme Le Royer souhaite que les femmes qui s'engagent dans la nouvelle communauté échappent aux contraintes de la vie religieuse cloîtrée, à l'image des filles de la Charité fondées en 1633 par saint Vincent de Paul. La municipalité fléchoise se montre peu convaincue dans un premier temps par le projet et cherche à faire venir des religieuses hospitalières de Vannes ou de Dieppe, sans succès. Elle accepte finalement son projet et signe un concordat avec lui le 23 décembre 1639. La gestion de l'hôpital est confiée aux filles de Saint-Joseph, qui vivent en communauté et recrutent les servantes qui les assistent, mais n'étant pas encore liées par des vœux, elles conservent la possibilité de rentrer dans la vie civile quand elles le veulent.
La communauté des hospitalières de Saint-Joseph prospère rapidement et accueille ses premières recrues en 1640 et 1641. Elle compte une douzaine de membres, parmi lesquelles Jeanne, la fille de Jérôme Le Royer. La congrégation est approuvée par Claude de Rueil, évêque d'Angers, le 16 octobre 1643. Cette reconnaissance, bien qu'officielle, n'est nullement religieuse puisque les sœurs ne prononcent que des vœux simples et sont considérées comme des séculières. Pour faire accepter cette option, Jérôme Le Royer s'entoure d'un réseau religieux très actif, qui dépasse largement la ville de La Flèche et le diocèse d'Anjou, impliquant des personnalités du renouveau religieux français de ce XVIIe siècle comme saint Vincent de Paul ou encore Charles de Condren, supérieur général de l'Oratoire de Jésus.
Jérôme Le Royer joue un rôle important dans la formation des premières sœurs et rédige d'ailleurs le premier chapitre des constitutions de la communauté. Avec l'appui de deux jésuites, le père Meslan puis le père Dubreuil, qui assurent leur enseignement, il exerce un rôle d'accompagnateur spirituel auprès des sœurs et tout particulièrement auprès de Marie de La Ferre avec qui il se lie d'une amitié très forte.

### La fondation de Montréal

#### Naissance du projet et premiers soutiens

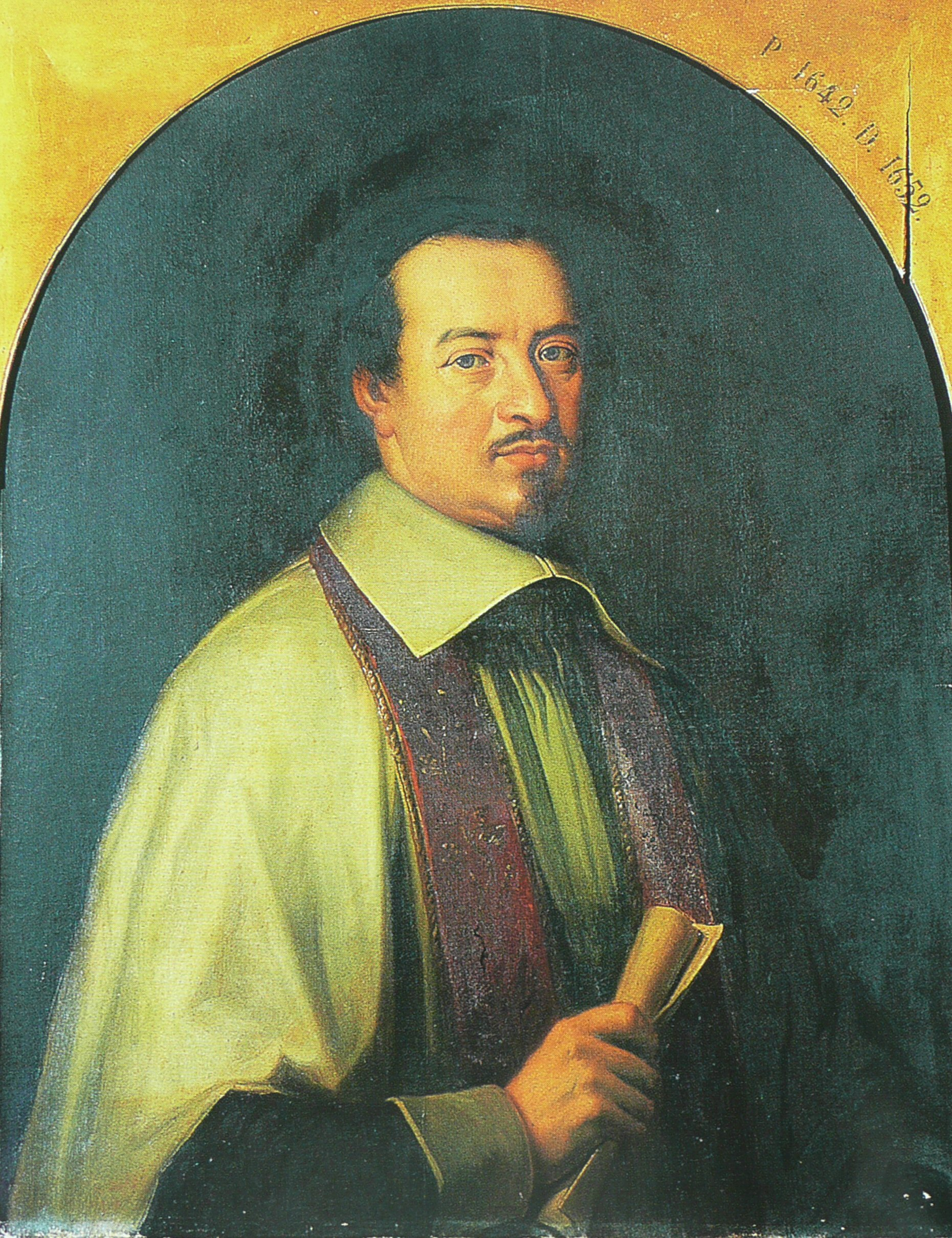
Jean-Jacques Olier appuie Jérôme Le Royer dans son projet.

L'idée d'implanter une colonie sur l'île de Montréal s'impose à Jérôme Le Royer par une intuition mystique vers 1635 ou 1636. Jouissant d'une position sociale établie et d'une certaine aisance financière, il n'éprouve au départ aucun enthousiasme face aux difficultés que soulève un tel projet et choisit de demander l'avis du père Chauveau, recteur du collège de La Flèche. Ce dernier est convaincu par les précisions apportées par Jérôme Le Royer : bien que celui-ci ne connaisse probablement rien d'autre que l'existence de ce lieu, les précisions qu'il apporte relèvent plus de la description que du rêve. Il l'encourage donc à se consacrer entièrement à ce projet.
L'île de Montréal est un lieu favorable à une implantation en raison de sa présence au confluent du fleuve Saint-Laurent et de la rivière des Outaouais, ce qui en fait un lieu de passage stratégique ainsi qu'un site commercial de première valeur. Des obstacles se dressent néanmoins face à cette fondation, notamment son éloignement par rapport aux villages existants, à 140 kilomètres de Trois-Rivières et 240 kilomètres de Québec. Les communications ne pouvant se faire que par le fleuve, elles sont interrompues en hiver et menacées par les attaques des Iroquois en été.
Soutenu financièrement par son ami Pierre Chevrier, Jérôme Le Royer se rend à Paris sur les conseils du père Chauveau, afin d'y rencontrer le père jésuite Charles Lalemant, supérieur de la mission jésuite chez les Hurons de 1625 à 1629 et résidant à Québec de 1634 à 1638. Ce dernier lui apporte de nombreux conseils quant à l'établissement d'une colonie en Nouvelle-France. Dans sa recherche d'autres appuis, Jérôme Le Royer reçoit le soutien de la Compagnie du Saint-Sacrement, dont il est membre, grâce à l'intervention de son ami Jean-Jacques Olier, qu'il avait connu en 1635 lors d'un séjour au château de Meudon. Les deux hommes sont animés par le même désir d'évangélisation des peuples amérindiens.

#### De l'acquisition de l'île de Montréal à la fondation de la colonie

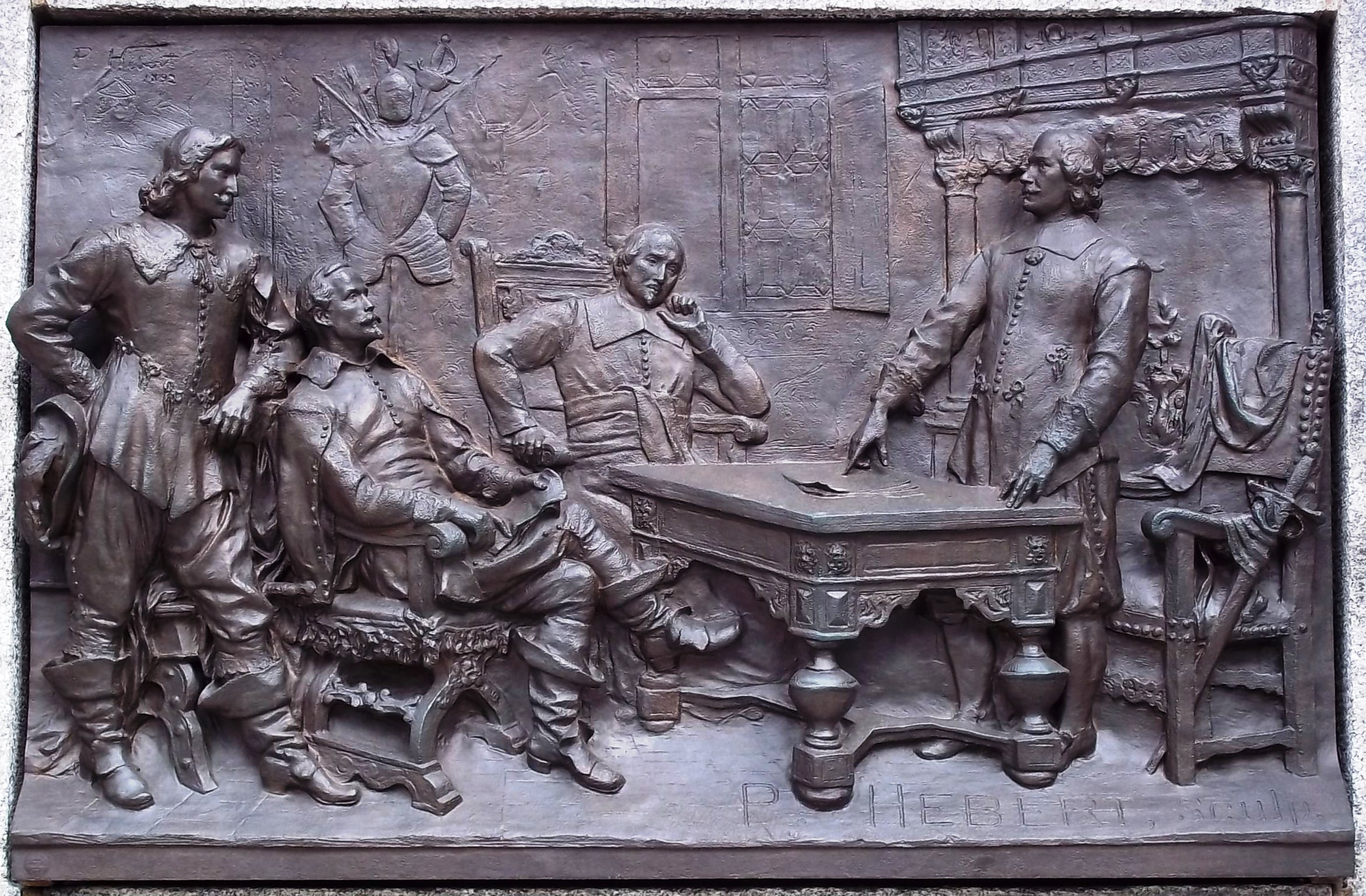
Bas-relief de la signature de l'acte de fondation de Ville-Marie, au monument à Maisonneuve de Montréal. À droite, Jérôme Le Royer de La Dauversière.

Jérôme Le Royer et son associé Pierre Chevrier font l'acquisition de l'île de Montréal, autrefois propriété de la Compagnie des Cent-Associés et qui appartenait alors à l'intendant du Dauphiné et conseiller d'État Jean de Lauzon. Le contrat de cession est signé à Vienne le 7 août 1640. Pour autant, les deux hommes ne deviennent pas propriétaires de l'île dans l'immédiat car la Compagnie des Cent-Associés considère la transaction comme nulle, étant donné que Jean de Lauzon n'avait pas tenu ses obligations de peuplement de l'île après son achat. Après de nouvelles négociations avec la Compagnie, l'acte de cession est finalement ratifié le 17 décembre suivant,. Le contrat prévoit que la première implantation de colons doit se faire dès le printemps 1641. La Compagnie accepte d'assurer gratuitement le transport de trente hommes, de leur matériel et de leurs provisions, mais refuse leur administration.
Jérôme Le Royer et Pierre Chevrier commencent les préparatifs de l'expédition en rassemblant notamment des approvisionnements. Ils reçoivent quelques soutiens financiers qui aboutissent au début de l'année 1641 à la création d'une société d'associés, la Société Notre-Dame de Montréal. Outre Le Royer et Chevrier, leur ami Jean-Jacques Olier et Gaston de Renty, proche de saint Vincent de Paul et figure centrale de la Compagnie du Saint-Sacrement, entrent dans la société,. Sur les conseils du père jésuite Charles Lalemant, Jérôme Le Royer, qui choisit de ne pas partir pour Montréal, confie le gouvernement civil et militaire de l'expédition à Paul Chomedey de Maisonneuve, tandis que Jeanne Mance, issue d'une famille bourgeoise de Langres et soutenue financièrement par une dame de la Cour, madame de Bullion, est choisie pour l'intendance de la colonie. Les associés choisissent de nommer la colonie « Ville-Marie », en l'honneur de la sainte Vierge.
Au mois de juin 1641, Jérôme Le Royer réunit à La Rochelle la première recrue, composée de trente-sept hommes et destinée à la fondation de la colonie. Deux bateaux partent de ce port, tandis qu'un autre s'élance de Dieppe. Quelques mois plus tard, les colons atteignent la Nouvelle-France mais passent l'hiver à Québec à cause du retard pris par le bateau emmenant Paul Chomedey de Maisonneuve. Les colons remontent ensuite le fleuve Saint-Laurent et prennent possession de l'île de Montréal le 17 mai 1642.
Malgré les difficultés matérielles et l'opposition violente des populations locales, notamment les Iroquois, le projet prend corps peu à peu. Resté en France, Jérôme Le Royer de La Dauversière travaille avec acharnement à réunir les fonds nécessaires et à recruter les colons qui rejoignent la Nouvelle-France chaque année par petits groupes. Il obtient notamment de Louis XIII le don d'un vaisseau à la Société Notre-Dame de Montréal pour effectuer la traversée tous les ans. Le roi demande également à Charles de Montmagny, gouverneur-général de Nouvelle-France, de protéger la colonie naissante. En 1653, Paul Chomedey de Maisonneuve revient en France pour chercher du secours et assurer la pérennité de la colonie, qui doit faire face aux attaques de plus en plus pressantes des Iroquois. Avec l'aide de Jérôme Le Royer, il forme une nouvelle recrue de 153 hommes, venus principalement de La Flèche et de ses environs. Ces hommes s'embarquent de Port-Luneau, à La Flèche, avant de rejoindre Nantes, La Rochelle puis la Nouvelle-France,.

### Période de doutes
Les années qui suivent la fondation de Ville-Marie sont une période difficile pour Jérôme Le Royer qui se trouve alors dans une situation financière délicate. L'économie du royaume souffre de la guerre contre les Habsbourg et de la Fronde ; les impôts connaissent une forte hausse, rendant difficile le travail des receveurs qui voient leurs revenus propres diminuer. La Société de Notre-Dame souffre elle aussi de cette situation, d'autant que l'un de ses principaux donateurs, Gaston de Renty, meurt en 1649. La traite des fourrures par les membres de la communauté ne suffit pas à couvrir les dépenses liées à l'embarquement annuel de la recrue, estimées à 120 000 livres, auxquelles s'ajoutent les dépenses publiques de la colonie, qui s'élèvent à 40 000 livres. La fortune privée de Jérôme Le Royer sert ainsi de réserve pour couvrir ces dépenses. En outre, après la mort de Gaston de Renty, il prend la responsabilité d'un prêt annuel de 30 000 livres que celui-ci faisait à la Société.
Malgré ces difficultés financières, Jérôme Le Royer maintient son engagement dans le projet de Montréal avec la même conviction. Ses qualités de gestionnaire sont également reconnues dans les autres fonctions qu'il exerce. Ainsi, il assure la gestion des biens des hospitalières de La Flèche sans discontinuer de 1639 à 1647, avant de remettre cette charge dans les mains des sœurs qu'il estime désormais capables de gérer leurs ressources. Il met également de l'ordre dans ses affaires familiales en aidant son fils Jérôme à acheter la charge de lieutenant au bailliage de La Flèche, lui assurant ainsi une situation sociale et financière aisée.
Au-delà des engagements financiers, Jérôme Le Royer est le représentant officiel du projet de Montréal en France et c'est sur lui que repose l'engagement des recrues. Ainsi, sur les 153 engagés de la recrue de 1653, 122 le sont directement par Jérôme le Royer, dont 65 contrats passés à La Flèche. Le recrutement se heurte à plusieurs obstacles. Les anciens engagés revenus dans la région de La Flèche rapportent notamment les risques d'une telle entreprise en évoquant les morts violentes qui frappent la communauté lors des combats face aux Iroquois. Jérôme Le Royer est également accusé de pratiquer la « traite des blanches » à propos des Filles du Roi, principalement des orphelines à qui on proposait de se rendre en Nouvelle-France pour s'y marier, y fonder un foyer et assurer ainsi la colonisation du territoire. Quelques mois avant sa mort, il doit notamment se défendre contre des accusations de ce genre portées par les habitants de La Flèche et soutenues par le marquis René de la Varenne, petit-fils de Guillaume Fouquet de La Varenne et gouverneur de la ville, en conflit depuis plusieurs années avec la famille Le Royer. Les difficultés de recrutement se manifestent par la défection des engagés au moment du départ : à titre d'exemple, seules 117 des 153 recrues de 1653 s'embarquent effectivement à Nantes.

### Expansion des Hospitalières de Saint-Joseph

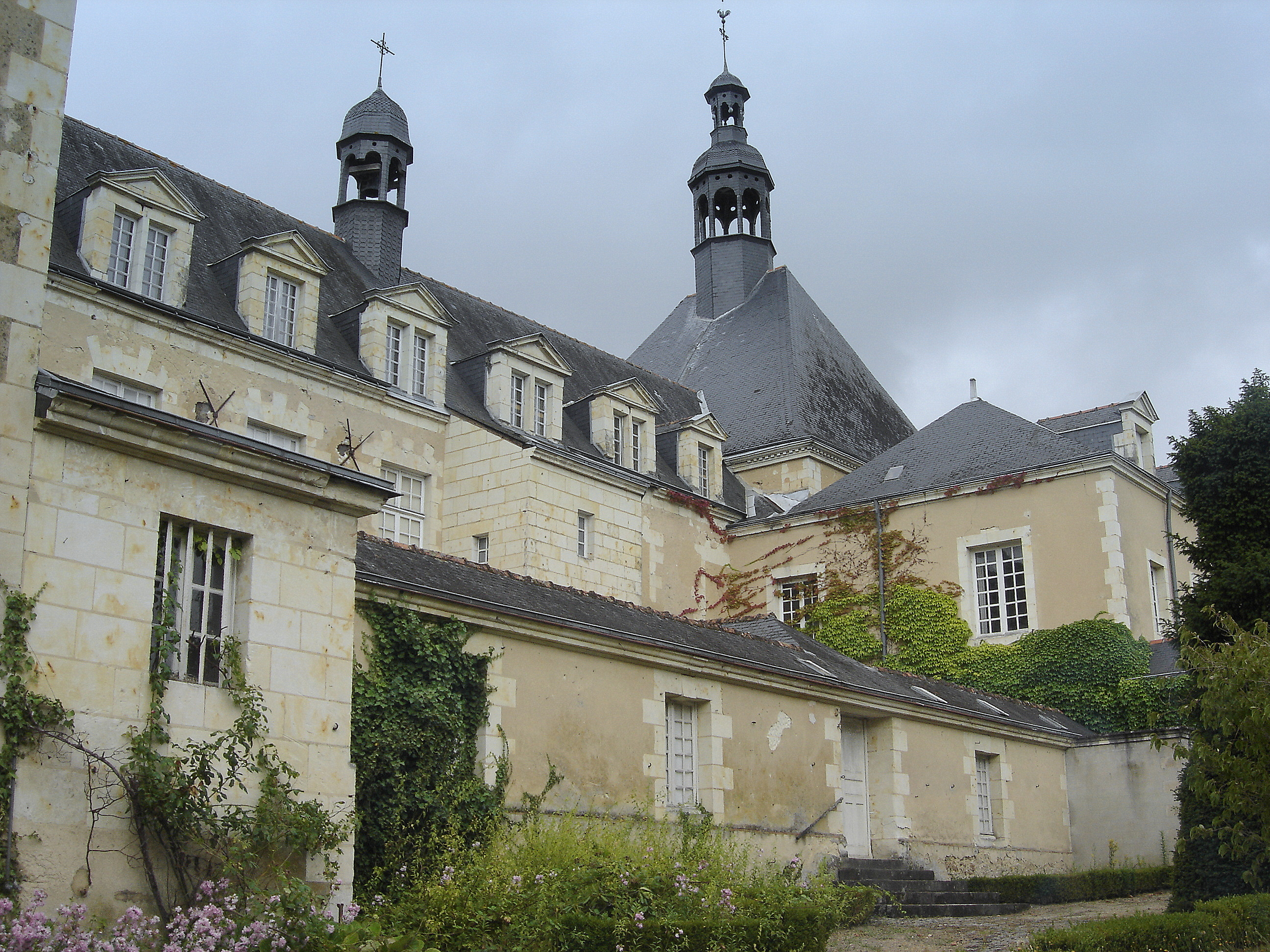
Jérôme Le Royer soutient la fondation de l'hôtel-Dieu de Baugé.

Parallèlement au projet de Montréal, Jérôme Le Royer continue de travailler à l'expansion des Hospitalières de Saint-Joseph, dont le nombre de sœurs présentes à La Flèche augmente rapidement jusqu'à atteindre plus de cinquante membres. En 1648, la ville de Laval adresse une demande aux sœurs de Saint-Joseph en vue d'assurer la gestion d'un nouvel Hôtel-Dieu. Le contrat est signé par Jérôme Le Royer le 16 juin et la communauté qui se forme à Laval devient alors la première filiale de celle de La Flèche. Dans le même temps, il se rend en février 1648 à Moulins pour trouver un accord avec la municipalité et y installer sa communauté. Il répond ainsi à l'appel du prêtre Gabriel Girault, ancien élève du collège de La Flèche. Les frais d'installation sont pris en charge par la duchesse de Montmorency ; Marie de La Ferre, première supérieure des hospitalières de Saint-Joseph, est placée à la tête de ce nouvel établissement.
Le succès de cette entreprise fait que des demandes d'établissement affluent de plusieurs villes d'Anjou. En 1650, Marthe de La Beausse, qui œuvre à la fondation de l'Hôtel-Dieu de Baugé, se rend à La Flèche pour y demander l'aide de Jérôme Le Royer. Elle y rencontre Anne de Melun qui accepte de mettre sa fortune au service de la fondation, tandis que Jérôme Le Royer signe un concordat avec la ville le 26 novembre 1650, achète le domaine de Chamboisseau et envoie trois sœurs hospitalières de La Flèche à Baugé.
Face à l'expansion des sœurs hospitalières se pose alors la question de leur statut canonique. N'étant pas religieuses, il leur est impossible de fonder un ordre religieux dont chaque maison deviendrait une partie. C'est la raison pour laquelle les sœurs signaient une déclaration de fidélité à l'institut, en s'engageant à maintenir l'union avec la maison de La Flèche et à y revenir si elles y étaient appelées. Par ailleurs, Henri Arnauld, successeur de Claude de Rueil à l'évêché d'Angers, s'oppose à ce que les sœurs hospitalières de Saint-Joseph conservent leur statut de filles séculières. Ainsi, en 1655, il refuse de ratifier le contrat de fondation d'un hôpital tenu par les sœurs à Chateau-Gontier, alors que ce contrat avait déjà été signé par Jérôme Le Royer et la municipalité. La question de leur statut canonique divise les sœurs elles-mêmes, dont une partie souhaite comme Jérôme Le Royer rester dans l'état séculier et l'autre préférant modifier leur règle dans un sens religieux. C'est seulement en 1662, après le décès de Jérôme Le Royer, que l'évêque Herni Arnauld impose par décret les vœux solennels et la clôture aux sœurs de La Flèche.

### L'Hôtel-Dieu de Montréal, le dernier projet

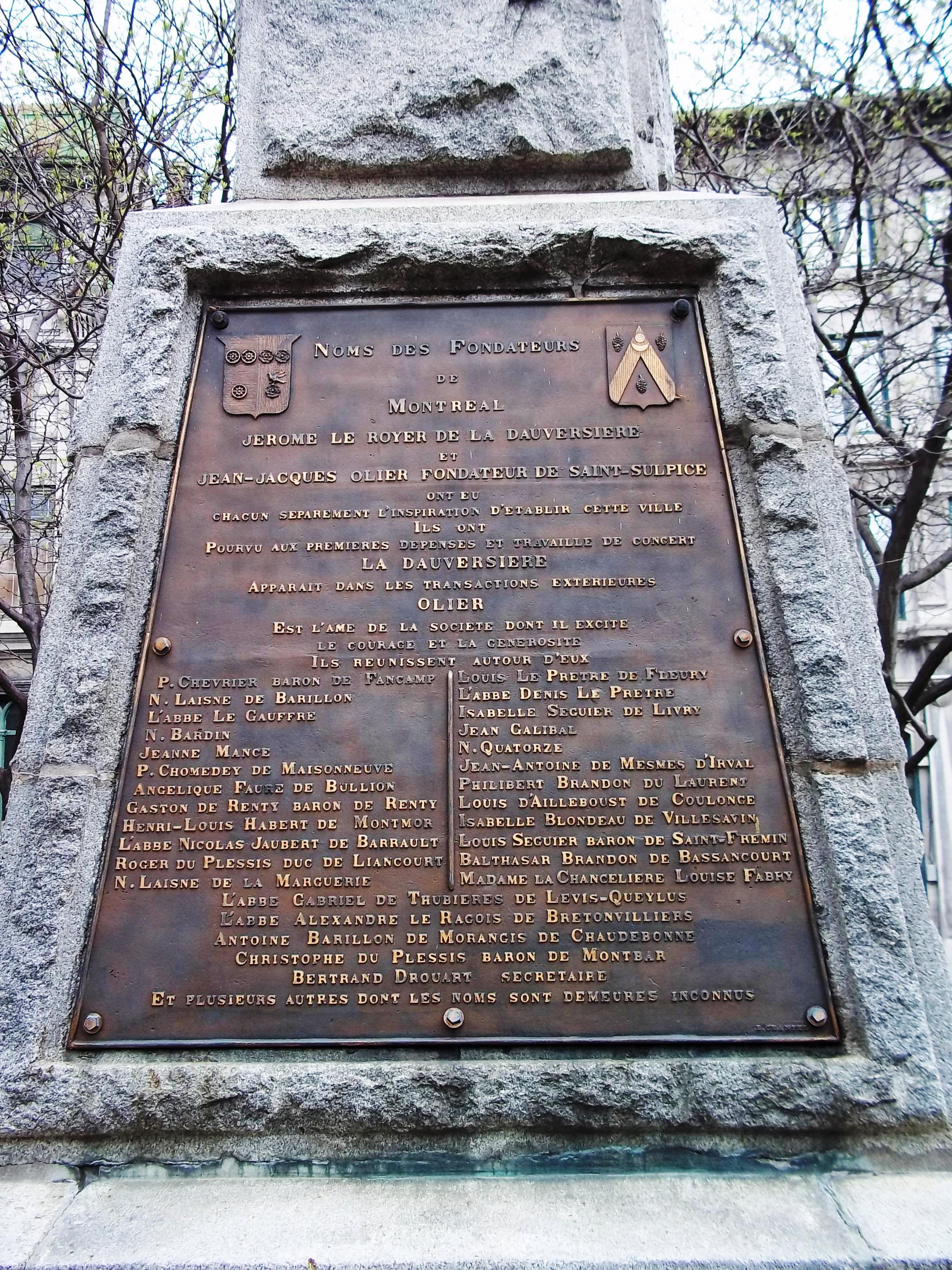
Monument aux pionniers de Montréal.

La fondation de l'Hôtel-Dieu de Montréal est l'un des derniers grands projets de Jérôme Le Royer. En mars 1656, il retrouve Paul Chomedey de Maisonneuve à Paris pour conclure un accord avec les associés de la Société Notre-Dame de Montréal dans le but d'y envoyer des hospitalières. En 1659, Jeanne Mance revient en France pour recruter les religieuses qui prendront la responsabilité de l'établissement. Catherine Macé, Marie Maillet et Judith de Brésoles sont choisies à la suggestion de Jérôme Le Royer, cette dernière étant désignée pour devenir supérieure de l'Hôtel-Dieu. Toutes trois s'embarquent le 29 juin de La Rochelle, en compagnie de plusieurs colons, en direction de Montréal.
Après leur départ, Jérôme Le Royer rentre à La Flèche, où il meurt quelques mois plus tard, le 6 novembre 1659. Depuis plus de deux ans, sa santé s'était considérablement dégradée, l'empêchant même de se lever lors des derniers mois de sa vie. Parallèlement, ses difficultés financières n'avaient cessé d'augmenter, le menant à la faillite. À sa mort, le montant de son découvert s'élève à 300 000 livres. Dès le lendemain de son décès, son fils aîné Jérôme, lieutenant-général au présidial de La Flèche, renonce devant notaire à ses droits dans la succession, ne pouvant faire plus que le cautionnement de 42 000 livres qu'il a déjà consenti. La vente des biens immeubles de Jérôme Le Royer ainsi que celle de sa charge de receveur des tailles rapportent 70 610 livres, ramenant ainsi le passif à un peu plus de 185 000 livres. La banqueroute de Jérôme Le Royer fait subir de lourdes pertes aux communautés qu'il avait fondées ; pour autant, celles-ci continuent de vénérer leur fondateur dans les années qui suivent sa mort, comme en témoignent les nombreuses correspondances laissées par les sœurs.

## Postérité

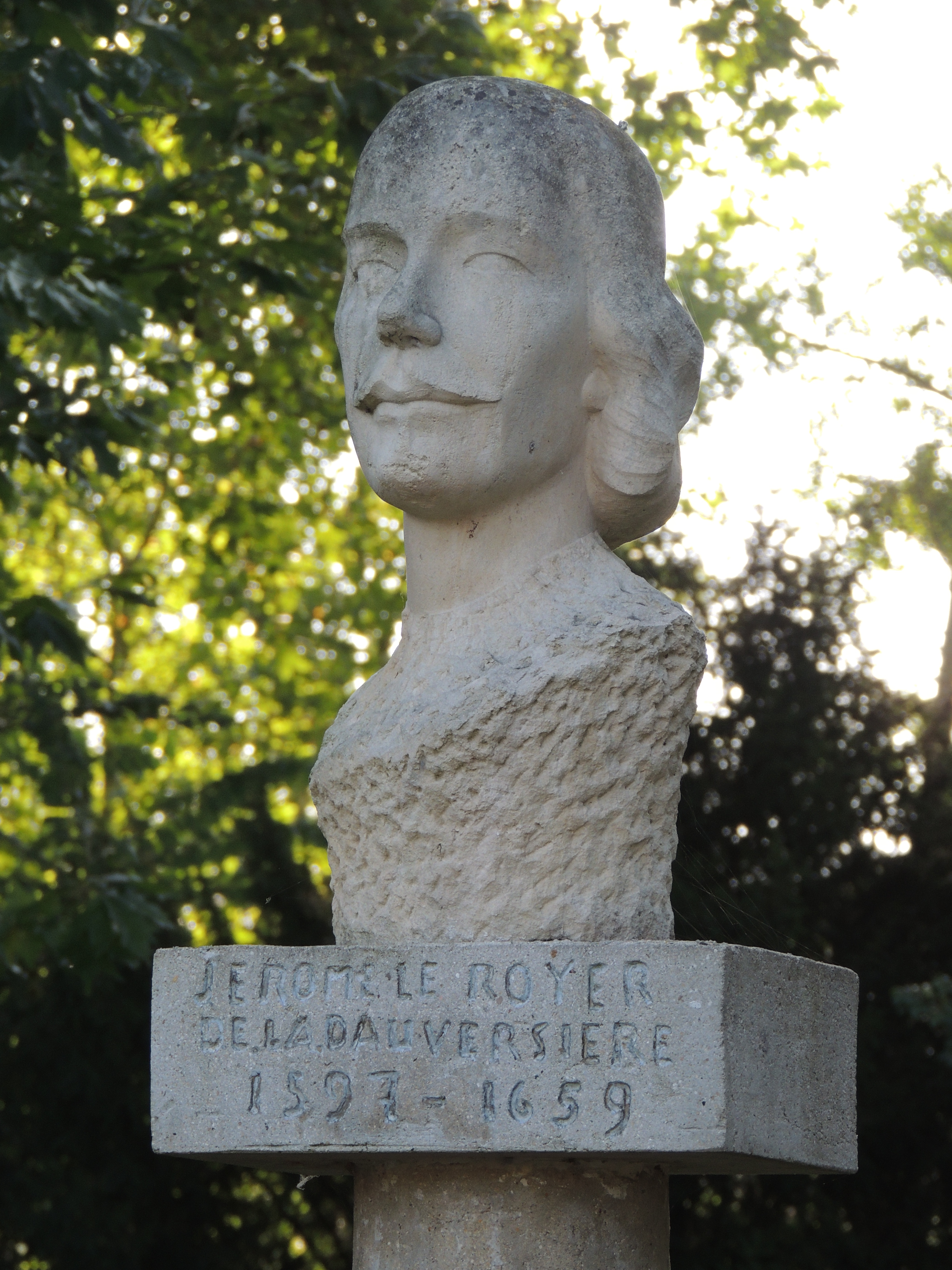
Buste de Jérôme Le Royer, à l'entrée du parc des Carmes de La Flèche.

Le père Bernard Peyrous, spécialiste de l'histoire de la spiritualité, reconnaît Jérôme Le Royer comme l'un des principaux diffuseurs de la dévotion à Saint Joseph dans l'ouest de la France. Nombre de ses contemporains lui attribuent une réputation de sainteté, à l'image de Pierre Chevrier, Jeanne Mance ou encore Alexandre Le Ragois de Bretonvilliers. Son procès en béatification est entrepris en 1934. En juillet 1946, une plaque commémorative est apposée dans l'un des transepts de l'église Saint-Louis du Prytanée national militaire de La Flèche en son honneur. Le 6 juillet 2007, au cours de l'audience concédée au cardinal José Saraiva Martins, préfet de la Congrégation pour les causes des saints, le pape Benoît XVI autorise la publication d'un décret reconnaissant les vertus héroïques du Serviteur de Dieu. Jérôme Le Royer est alors reconnu comme vénérable. En 2016, un colloque est organisé en son honneur par le diocèse du Mans.
La ville de La Flèche lui rend divers hommages, puisqu'une rue porte son nom, tandis qu'il est représenté sur l'un des vitraux de l'église Saint-Thomas et que la statue de son buste est érigée à l'entrée du parc des Carmes, le principal espace vert de la commune. D'autres toponymes entretiennent le souvenir de l'entreprise de Jérôme Le Royer à La Flèche, comme le boulevard Montréal et le boulevard du Québec. La rue Le Royer et la place De La Dauversière de Montréal perpétuent sa mémoire au Canada, alors qu'il est également représenté sur l'un des bas-reliefs du monument à Maisonneuve de la ville.